# Stanley Cup playoff 1978
I playoff della Stanley Cup 1978 del campionato NHL 1977-1978 hanno avuto inizio l'11 aprile 1978. Le dodici squadre qualificate per i playoff, le migliori della lega al termine della stagione regolare, hanno giocato una serie di partite al meglio delle tre gare nel turno preliminare, seguiti da due turni al meglio delle sette per i quarti di finale e le semifinali. Le due formazioni rimaste hanno disputato una serie di partite al meglio delle sette per la conquista della Stanley Cup.
Fu modificato il criterio di qualificazione ai playoff: fino alla stagione precedente erano ammesse ai playoff automaticamente le prime tre squadre di ogni divisione, numero ridotto a due. In questo modo gli ultimi posti validi non furono più assegnati alle terze classificate delle quattro division ma furono decisi in base ai punti ottenuti al termine della stagione regolare. I Colorado Rockies si qualificarono ai playoff per la prima ed unica volta nella storia della formazione; solo dieci anni la franchigia si sarebbe qualificata nuovamente, dopo essersi trasferita nel 1982 e aver assunto il nome di New Jersey Devils.

## Squadre partecipanti

### Formazioni
1. Montreal Canadiens - vincitori della Patrick Division e della stagione regolare nella Prince of Wales Conference, 129 punti
2. Boston Bruins - vincitori della Adams Division, 113 punti
3. New York Islanders - vincitori della Patrick Division e della stagione regolare nella Clarence S. Campbell Conference, 111 punti
4. Philadelphia Flyers - 105 punti
5. Buffalo Sabres - 105 punti
6. Toronto Maple Leafs - 92 punti
7. Atlanta Flames - 87 punti
8. Chicago Blackhawks - vincitori della Smythe Division, 83 punti
9. Detroit Red Wings - 78 punti
10. Los Angeles Kings - 77 punti
11. New York Rangers - 73 punti
12. Colorado Rockies - 59 punti

### Tabellone
Nel turno preliminare le formazioni che non hanno vinto le rispettive division si affrontano al meglio delle tre gare per accedere ai quarti di finale. Le quattro formazioni qualificate affrontano nei quarti di finale le vincitrici delle division in una serie al meglio delle sette sfide seguendo il formato 2-2-1-1-1. Al termine del primo e del secondo turno gli accoppiamenti sono ristabiliti in base alla posizione ottenuta in stagione regolare, con la squadra migliore accoppiata con quella peggiore. Anche nei turni successivi si gioca al meglio delle sette sfide con il formato 2-2-1-1-1: la squadra migliore in stagione regolare avrebbe disputato in casa Gara-1 e 2, (se necessario anche Gara-5 e 7), mentre quella posizionata peggio avrebbe giocato nel proprio palazzetto Gara-3 e 4 (se necessario anche Gara-6).
|  | Turno preliminare | Turno preliminare   | Turno preliminare   |                     |                     | Quarti di finale    | Quarti di finale | Quarti di finale |   |   | Semifinali         | Semifinali | Semifinali |  |   | Finale Stanley Cup | Finale Stanley Cup | Finale Stanley Cup |
|  |                   |                     |                     |                     |                     |                     |                  |                  |   |   |                    |            |            |  |   |                    |                    |                    |
|  |                   |                     |                     |                     |                     |                     |                  |                  |   |   |                    |            |            |  |   |                    |                    |                    |
|  |                   | 1                   | Montreal Canadiens  | 4                   |                     |                     |                  |                  |   |   |                    |            |            |  |   |                    |                    |                    |
|  |                   |                     |                     | 4                   |                     |                     |                  |                  |   |   |                    |            |            |  |   |                    |                    |                    |
|  |                   |                     | 9                   | Detroit Red Wings   | 1                   |                     |                  |                  |   |   |                    |            |            |  |   |                    |                    |                    |
|  | 7                 | Atlanta Flames      | 9                   | Detroit Red Wings   | 1                   | 0                   |                  |                  |   |   |                    |            |            |  |   |                    |                    |                    |
|  | 7                 | Atlanta Flames      |                     |                     |                     | 0                   |                  |                  |   |   |                    |            |            |  |   |                    |                    |                    |
|  | 9                 | Detroit Red Wings   | 2                   |                     |                     |                     |                  |                  |   |   |                    |            |            |  |   |                    |                    |                    |
|  | 9                 | Detroit Red Wings   | 2                   |                     |                     |                     |                  |                  |   | 1 | Montreal Canadiens | 4          |            |  |   |                    |                    |                    |
|  |                   |                     |                     |                     |                     |                     |                  |                  |   | 1 | Montreal Canadiens | 4          |            |  |   |                    |                    |                    |
|  |                   | 6                   | Toronto Maple Leafs | 0                   |                     |                     |                  |                  |   |   |                    |            |            |  |   |                    |                    |                    |
|  |                   | 6                   | Toronto Maple Leafs | 0                   |                     |                     |                  |                  |   |   |                    |            |            |  |   |                    |                    |                    |
|  |                   |                     |                     |                     |                     |                     |                  |                  |   |   |                    |            |            |  |   |                    |                    |                    |
|  |                   |                     |                     |                     |                     |                     |                  |                  |   |   |                    |            |            |  |   |                    |                    |                    |
|  |                   | 3                   | New York Islanders  | 3                   |                     |                     |                  |                  |   |   |                    |            |            |  |   |                    |                    |                    |
|  |                   |                     |                     | 3                   |                     |                     |                  |                  |   |   |                    |            |            |  |   |                    |                    |                    |
|  |                   |                     | 6                   | Toronto Maple Leafs | 4                   |                     |                  |                  |   |   |                    |            |            |  |   |                    |                    |                    |
|  | 6                 | Toronto Maple Leafs | 6                   | Toronto Maple Leafs | 4                   | 2                   |                  |                  |   |   |                    |            |            |  |   |                    |                    |                    |
|  | 6                 | Toronto Maple Leafs |                     |                     |                     | 2                   |                  |                  |   |   |                    |            |            |  |   |                    |                    |                    |
|  | 10                | Los Angeles Kings   | 0                   |                     |                     |                     |                  |                  |   |   |                    |            |            |  |   |                    |                    |                    |
|  | 10                | Los Angeles Kings   | 0                   |                     |                     |                     |                  |                  |   |   |                    |            |            |  | 1 | Montreal Canadiens | 4                  |                    |
|  |                   |                     |                     |                     |                     |                     |                  |                  |   |   |                    |            |            |  | 1 | Montreal Canadiens | 4                  |                    |
|  |                   | 2                   | Boston Bruins       | 2                   |                     |                     |                  |                  |   |   |                    |            |            |  |   |                    |                    |                    |
|  |                   | 2                   | Boston Bruins       | 2                   |                     |                     |                  |                  |   |   |                    |            |            |  |   |                    |                    |                    |
|  |                   |                     |                     |                     |                     |                     |                  |                  |   |   |                    |            |            |  |   |                    |                    |                    |
|  |                   |                     |                     |                     |                     |                     |                  |                  |   |   |                    |            |            |  |   |                    |                    |                    |
|  |                   | 2                   | Boston Bruins       | 4                   |                     |                     |                  |                  |   |   |                    |            |            |  |   |                    |                    |                    |
|  |                   |                     |                     | 4                   |                     |                     |                  |                  |   |   |                    |            |            |  |   |                    |                    |                    |
|  |                   |                     | 8                   | Chicago Blackhawks  | 0                   |                     |                  |                  |   |   |                    |            |            |  |   |                    |                    |                    |
|  |                   |                     | 8                   | Chicago Blackhawks  | 0                   |                     |                  |                  |   |   |                    |            |            |  |   |                    |                    |                    |
|  |                   |                     |                     |                     |                     |                     |                  |                  |   |   |                    |            |            |  |   |                    |                    |                    |
|  |                   |                     |                     |                     |                     |                     |                  |                  |   |   |                    |            |            |  |   |                    |                    |                    |
|  |                   |                     |                     |                     |                     |                     | 2                | Boston Bruins    | 4 |   |                    |            |            |  |   |                    |                    |                    |
|  |                   |                     |                     |                     |                     |                     |                  |                  | 4 |   |                    |            |            |  |   |                    |                    |                    |
|  |                   | 4                   | Philadelphia Flyers | 1                   |                     |                     |                  |                  |   |   |                    |            |            |  |   |                    |                    |                    |
|  | 4                 | 4                   | Philadelphia Flyers | 1                   | Philadelphia Flyers | 2                   |                  |                  |   |   |                    |            |            |  |   |                    |                    |                    |
|  | 4                 |                     |                     |                     | Philadelphia Flyers | 2                   |                  |                  |   |   |                    |            |            |  |   |                    |                    |                    |
|  | 12                | Colorado Rockies    | 0                   |                     |                     |                     |                  |                  |   |   |                    |            |            |  |   |                    |                    |                    |
|  | 12                | Colorado Rockies    | 0                   |                     | 4                   | Philadelphia Flyers | 4                |                  |   |   |                    |            |            |  |   |                    |                    |                    |
|  |                   |                     |                     |                     | 4                   | Philadelphia Flyers | 4                |                  |   |   |                    |            |            |  |   |                    |                    |                    |
|  |                   |                     | 5                   | Buffalo Sabres      | 1                   |                     |                  |                  |   |   |                    |            |            |  |   |                    |                    |                    |
|  | 5                 | Buffalo Sabres      | 5                   | Buffalo Sabres      | 1                   | 2                   |                  |                  |   |   |                    |            |            |  |   |                    |                    |                    |
|  | 5                 | Buffalo Sabres      |                     |                     |                     | 2                   |                  |                  |   |   |                    |            |            |  |   |                    |                    |                    |
|  | 11                | New York Rangers    | 1                   |                     |                     |                     |                  |                  |   |   |                    |            |            |  |   |                    |                    |                    |

## Turno preliminare

### Philadelphia - Colorado
| Filadelfia 11 aprile 1978 | Colorado Rockies | 2 – 3 (d.t.s.) (1-1; 0-1; 1-0) referto | Philadelphia Flyers | The Spectrum (17.077 spett.) |

| Denver 13 aprile 1978 | Philadelphia Flyers | 3 – 1 (1-1; 0-0; 2-0) referto | Colorado Rockies | McNichols Sports Arena (16.399 spett.) |

### Buffalo - NY Rangers
| Buffalo 11 aprile 1978 | New York Rangers | 1 – 4 (0-1; 0-1; 1-2) referto | Buffalo Sabres | Buffalo Memorial Auditorium (16.433 spett.) |

| New York 13 aprile 1978 | Buffalo Sabres | 3 – 4 (d.t.s.) (2-2; 1-1; 0-0) referto | New York Rangers | Madison Square Garden (17.500 spett.) |

| Buffalo 15 aprile 1978 | New York Rangers | 1 – 4 (0-0; 1-3; 0-1) referto | Buffalo Sabres | Buffalo Memorial Auditorium (16.433 spett.) |

### Toronto - Los Angeles
| Toronto 11 aprile 1978 | Los Angeles Kings | 3 – 7 (0-2; 0-2; 3-3) referto | Toronto Maple Leafs | Maple Leaf Gardens (16.485 spett.) |

| Los Angeles 13 aprile 1978 | Toronto Maple Leafs | 4 – 0 (3-0; 0-0; 1-0) referto | Los Angeles Kings | The Forum (12.889 spett.) |

### Atlanta - Detroit
| Atlanta 11 aprile 1978 | Detroit Red Wings | 5 – 3 (4-0; 0-1; 1-2) referto | Atlanta Flames | Omni Coliseum (15.155 spett.) |

| Detroit 13 aprile 1978 | Atlanta Flames | 2 – 3 (0-0; 1-1; 1-2) referto | Detroit Red Wings | Detroit Olympia (16.671 spett.) |

## Quarti di finale

### Montreal - Detroit
| Montréal 17 aprile 1978 | Detroit Red Wings | 2 – 6 (0-0; 2-4; 0-2) referto | Montreal Canadiens | Forum de Montréal (15.095 spett.) |

| Montréal 19 aprile 1978 | Detroit Red Wings | 4 – 2 (0-0; 2-2; 2-0) referto | Montreal Canadiens | Forum de Montréal (15.019 spett.) |

| Detroit 21 aprile 1978 | Montreal Canadiens | 4 – 2 (1-1; 0-1; 3-0) referto | Detroit Red Wings | Detroit Olympia (16.672 spett.) |

| Detroit 23 aprile 1978 | Montreal Canadiens | 8 – 0 (3-0; 4-0; 1-0) referto | Detroit Red Wings | Detroit Olympia (16.673 spett.) |

| Montréal 25 aprile 1978 | Detroit Red Wings | 2 – 4 (1-2; 1-0; 0-2) referto | Montreal Canadiens | Forum de Montréal (16.079 spett.) |

### Boston - Chicago
| Boston 17 aprile 1978 | Chicago Blackhawks | 1 – 6 (1-2; 0-2; 0-2) referto | Boston Bruins | Boston Garden (13.193 spett.) |

| Boston 19 aprile 1978 | Chicago Blackhawks | 3 – 4 (d.t.s.) (2-1; 1-1; 0-1) referto | Boston Bruins | Boston Garden (13.744 spett.) |

| Chicago 21 aprile 1978 | Boston Bruins | 4 – 3 (d.t.s.) (2-0; 0-1; 1-2) referto | Chicago Blackhawks | Chicago Stadium (13.187 spett.) |

| Chicago 23 aprile 1978 | Boston Bruins | 5 – 2 (4-0; 1-1; 0-1) referto | Chicago Blackhawks | Chicago Stadium (13.288 spett.) |

### NY Islanders - Toronto
| Uniondale 17 aprile 1978 | Toronto Maple Leafs | 1 – 4 (0-3; 1-1; 0-0) referto | New York Islanders | Nassau Coliseum (15.137 spett.) |

| Uniondale 19 aprile 1978 | Toronto Maple Leafs | 2 – 3 (d.t.s.) (1-1; 0-0; 1-1) referto | New York Islanders | Nassau Coliseum (15.317 spett.) |

| Toronto 21 aprile 1978 | New York Islanders | 0 – 2 (0-0; 0-1; 0-1) referto | Toronto Maple Leafs | Maple Leaf Gardens (16.485 spett.) |

| Toronto 23 aprile 1978 | New York Islanders | 1 – 3 (0-0; 1-2; 0-1) referto | Toronto Maple Leafs | Maple Leaf Gardens (16.485 spett.) |

| Uniondale 25 aprile 1978 | Toronto Maple Leafs | 1 – 2 (d.t.s.) (0-0; 1-1; 0-0) referto | New York Islanders | Nassau Coliseum (15.317 spett.) |

| Toronto 27 aprile 1978 | New York Islanders | 2 – 5 (0-4; 0-1; 2-0) referto | Toronto Maple Leafs | Maple Leaf Gardens (16.485 spett.) |

| Uniondale 29 aprile 1978 | Toronto Maple Leafs | 2 – 1 (d.t.s.) (0-1; 1-0; 0-0) referto | New York Islanders | Nassau Coliseum (15.317 spett.) |

### Philadelphia - Buffalo
| Filadelfia 17 aprile 1978 | Buffalo Sabres | 1 – 4 (1-1; 0-2; 0-1) referto | Philadelphia Flyers | The Spectrum (17.077 spett.) |

| Filadelfia 19 aprile 1978 | Buffalo Sabres | 2 – 3 (1-1; 1-2; 0-0) referto | Philadelphia Flyers | The Spectrum (17.077 spett.) |

| Buffalo 22 aprile 1978 | Philadelphia Flyers | 1 – 4 (1-0; 0-1; 0-3) referto | Buffalo Sabres | Buffalo Memorial Auditorium (16.433 spett.) |

| Buffalo 23 aprile 1978 | Philadelphia Flyers | 4 – 2 (3-1; 0-0; 1-1) referto | Buffalo Sabres | Buffalo Memorial Auditorium (16.433 spett.) |

| Filadelfia 25 aprile 1978 | Buffalo Sabres | 2 – 4 (0-1; 1-2; 1-1) referto | Philadelphia Flyers | The Spectrum (17.077 spett.) |

## Semifinali

### Montreal - Toronto
| Montréal 2 maggio 1978 | Toronto Maple Leafs | 3 – 5 (1-3; 1-0; 1-2) referto | Montreal Canadiens | Forum de Montréal (16.363 spett.) |

| Montréal 4 maggio 1978 | Toronto Maple Leafs | 2 – 3 (0-2; 2-1; 0-0) referto | Montreal Canadiens | Forum de Montréal (17.049 spett.) |

| Toronto 6 maggio 1978 | Montreal Canadiens | 6 – 1 (3-0; 2-1; 1-0) referto | Toronto Maple Leafs | Maple Leaf Gardens (16.485 spett.) |

| Toronto 9 maggio 1978 | Montreal Canadiens | 2 – 0 (1-0; 1-0; 0-0) referto | Toronto Maple Leafs | Maple Leaf Gardens (16.485 spett.) |

### Boston - Philadelphia
| Boston 2 maggio 1978 | Philadelphia Flyers | 2 – 3 (d.t.s.) (1-1; 0-1; 1-0) referto | Boston Bruins | Boston Garden (14.602 spett.) |

| Boston 4 maggio 1978 | Philadelphia Flyers | 5 – 7 (1-4; 3-1; 1-2) referto | Boston Bruins | Boston Garden (14.602 spett.) |

| Filadelfia 7 maggio 1978 | Boston Bruins | 1 – 3 (1-1; 0-1; 0-1) referto | Philadelphia Flyers | The Spectrum (17.077 spett.) |

| Filadelfia 9 maggio 1978 | Boston Bruins | 4 – 2 (2-0; 1-1; 1-1) referto | Philadelphia Flyers | The Spectrum (17.077 spett.) |

| Boston 11 maggio 1978 | Philadelphia Flyers | 3 – 6 (0-1; 3-2; 0-3) referto | Boston Bruins | Boston Garden (14.602 spett.) |

## Finale Stanley Cup
La finale della Stanley Cup 1978 è stata una serie al meglio delle sette gare che ha determinato il campione della National Hockey League per la stagione 1977-78. I Montreal Canadiens hanno sconfitto i Boston Bruins in sei partite e si sono aggiudicati la terza Stanley Cup consecutiva, la ventunesima della loro storia.

## Statistiche

### Classifica marcatori
La seguente lista elenca i migliori marcatori al termine dei playoff.

| Giocatore       | Squadra             | PG | G  | A  | Pt | MP |
| --------------- | ------------------- | -- | -- | -- | -- | -- |
| Guy Lafleur     | Montreal Canadiens  | 15 | 10 | 11 | 21 | 16 |
| Larry Robinson  | Montreal Canadiens  | 15 | 10 | 11 | 21 | 16 |
| Brad Park       | Boston Bruins       | 15 | 9  | 11 | 20 | 14 |
| Peter McNab     | Boston Bruins       | 15 | 8  | 11 | 19 | 2  |
| Steve Shutt     | Montreal Canadiens  | 15 | 9  | 8  | 17 | 20 |
| Rick MacLeish   | Philadelphia Flyers | 12 | 7  | 9  | 16 | 4  |
| Ian Turnbull    | Toronto Maple Leafs | 13 | 6  | 10 | 16 | 10 |
| Terry O'Reilly  | Boston Bruins       | 15 | 5  | 10 | 15 | 40 |
| Bobby Schmautz  | Boston Bruins       | 15 | 7  | 8  | 15 | 11 |
| Jacques Lemaire | Montreal Canadiens  | 15 | 6  | 8  | 14 | 10 |

### Classifica portieri
Questa tabella elenca i cinque migliori portieri dei playoff per media di gol subiti con almeno quattro partite disputate.

| Giocatore      | Squadra             | PG | Min | V  | S | GS | SO | MGS  |
| -------------- | ------------------- | -- | --- | -- | - | -- | -- | ---- |
| Ken Dryden     | Montreal Canadiens  | 15 | 918 | 12 | 3 | 29 | 2  | 1.89 |
| Chico Resch    | New York Islanders  | 7  | 388 | 3  | 4 | 15 | 0  | 2.32 |
| Mike Palmateer | Toronto Maple Leafs | 13 | 795 | 6  | 7 | 32 | 2  | 2.42 |
| Bernie Parent  | Philadelphia Flyers | 12 | 722 | 7  | 5 | 33 | 0  | 2.74 |
| Don Edwards    | Buffalo Sabres      | 8  | 482 | 3  | 5 | 22 | 0  | 2.74 |